# Živel
Živel (od „živý“, v jiných jazycích často „element“, prvek, základní složka) znamená nezkrotnou, neovladatelnou a často ničivou přírodní sílu. Starověká filosofie i věda a později alchymie a esoterika chápala čtyři živly (oheň, vzduch, voda, země) jako základní složky světa a snažila se jimi vyložit nejen přírodní jevy, ale také vnitřní složení člověka (Hippokratés, Galénos). Platón myšlenku čtyř živlů rozvinul tvrzením, že organismy (především živočichové) jsou tvořeny čtyřmi živly a přidal živel pátý.
V myšlení Dálného východu ke čtyřem živlům přistupuje pátý, v buddhismu „duch“ nebo v Japonsku „prázdno“, v čínské tradici Wu Xing (pěti fází) „kov“ a místo vzduchu je zde „dřevo“.[zdroj?]
V moderní češtině je slovo živel používáno spíše pro ničivý přírodní jev či pro skupinu lidské společnosti a pro další příbuzné významy.
Slovo „živel“ se také používá v přeneseném významu (metaforicky, metonymicky). Nejčastěji na lidi jako velmi aktivní, nezkrotné a nekontrolovatelné. Např. velmi akční člověk nebo nezkrotné dítě.
Z pohledu moderní vědy je představa čtyřech elementů zásadně mylná, protože v podstatě odpovídají čtyřem skupenstvím, tedy nejde o odlišné prvky, ale o v zásadě stejné prvky v odlišné formě.

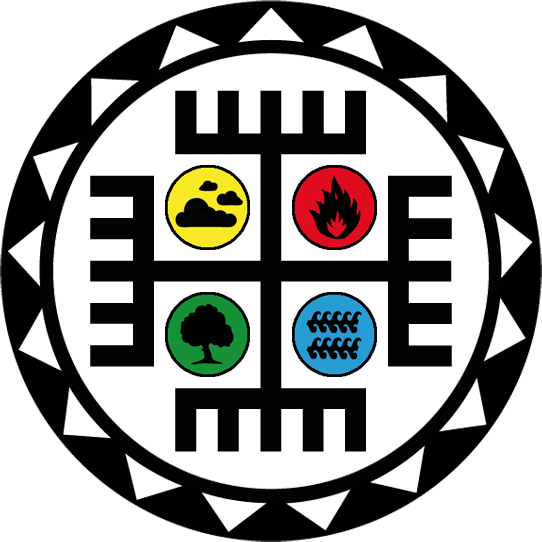
Čtyři živly v moderní symbolizaci

## Přírodní filosofie

Klasické čtyři živly

Slovo živel vytvořil Jungmann jako ekvivalent latinského elementum a řeckého stoicheion, která označovala základní složku světa, prvek nebo také písmeno.
Úvahy o čtyřech živlech (řec. stoicheia) jako o věčných základech či prvcích, z nichž se jako z písmen skládá prazáklad světa, se vyskytují už u předsókratovských filosofů a tvoří pak základ starověké fyziky. Podle pozdějších zpráv pokládal Thalés z Milétu za pralátku světa vodu, Anaximenés vzduch a Hérakleitos snad oheň. Nauku o čtyřech živlech zformuloval Empedoklés, který také uvažoval o tom, jak jeden přechází ve druhý. Představa živlu tak ztrácí svoji neměnnost a podobá se spíš jakési fázi. Počet čtyři přitom není nahodilý, ale odpovídá čtyřem světovým stranám a ročním obdobím a navozuje tak představu všeobecnosti, a zároveň i jisté základní stálosti – tak jako čtyřboký dům nebo čtvernohé zvíře. Na čtyři živly navazuje také Hippokratova nauka o čtyřech tělesných šťávách (humores), jejichž směsi tvoří „temperament“ či povahu člověka.
| Živel  | Těleso (Platón) | Vlastnost (Aristotelés) | Světová strana | Temperament | Symbol |
| ------ | --------------- | ----------------------- | -------------- | ----------- | ------ |
| oheň   | čtyřstěn        | teplý a suchý           | jih            | cholerik    |        |
| vzduch | osmistěn        | teplý a vlhký           | východ         | sangvinik   |        |
| voda   | dvacetistěn     | chladný a vlhký         | západ          | flegmatik   |        |
| země   | krychle         | chladný a suchý         | sever          | melancholik |        |

## Pětice živlů
Platón dodal ke čtveřici živlů ještě nebeský živel éter (aithér) a každému z nich přisoudil jeden z pěti pravidelných mnohostěnů. Podle Aristotela představují čtyři pozemské živly kombinace vlastností teplý / studený a suchý / vlhký a jejich společným původem je „pátá esence“ či kvintesence – nebeský éter. Nauka o živlech měla velký význam i pro stoiky, kteří pátý živel ztotožnili s duchem (pneuma).
O pěti živlech se hovoří také v buddhismu, kde se pátý živel nazývá Akaša (duch) nebo v japonské verzi „prázdný prostor“.
V čínském taoismu a dalších tradicích se jako pět prvků uvádí strom (dřevo), oheň, země, kov (zlato) a voda. Také zde se k nim vážou různé výklady, včetně astrologických nebo léčitelských.

## Od alchymie k chemii
Úvahy o čtyřech živlech sice i pozdější křesťanští myslitelé občas zmiňují, velký význam jim ale nepřikládali. Jen středověké lékařství se stále inspirovalo Hippokratem. Helénistické myšlenky o pralátkách a jejich míšení převzali v Alexandrii a v Sýrii Arabové, kteří pro ně vytvořili slovo al-chymia (z řec. chemeia) a touto cestou se v pozdním středověku dostaly zase do Evropy. Renesanční myslitelé a zejména alchymisté a astrologové věnovali úvahám o látkách a jejich proměnách velkou pozornost i úsilí, až Robert Boyle (1627-1692) začal uvažovat o „elementech“ empiricky. Začal totiž zkoumat, které látky se chemicky nedají rozložit na jednodušší a otevřel tak cestu k prvkům v moderním smyslu. Místo alchymie začal také užívat slovo chemie.